# Parafia św. Michała Archanioła w Zwierznie
Parafia św. Michała Archanioła w Zwierznie – parafia rzymskokatolicka w diecezji elbląskiej. Erygowana w 1337 roku.
Na obszarze parafii leżą miejscowości: Zwierzno, Rozgart, Dzierzgonka, Markusy, Kępniewo, Rachowo, Różany, Wiśniewo, Zdroje, Złotnica, Żurawiec. Tereny te znajdują się w gminie Markusy oraz w gminie Gronowo Elbląskie w powiecie elbląskim w województwie warmińsko-mazurskim.
Kościół parafialny w Zwierznie został wybudowany w 1855. 
Jedną ze świątyń filialnych parafii jest kościół św. Piotra i Pawła w Rozgarcie.